# Alfonso al VII-lea al Leonului și Castiliei
Alfonso al VII-lea (n. 1 martie 1105, Caldas de Reis⁠(d), Galicia, Spania – d. 21 august 1157, Despeñaperros⁠(d), Andaluzia, Spania), născut cu numele de Alfonso Raimúndez și poreclit Împăratul, a devenit regele Galiciei în 1111 și regele Leonului și al Castiliei în 1126. Alfonso a folosit pentru prima dată titlul de Împărat peste toată Spania, alături de mama sa, Urraca, odată ce ea l-a investit în conducerea directă a orașului Toledo, în 1116. El a fost fiul lui Urraca a Leonului și Raymond de Burgundia, primul membru al Casei de Burgundia care guverna Peninsula Iberică.
În 1111, Diego Gelmírez, Episcop de Compostela și Contele de Traba, l-au încoronat și uns pe regele Galiciei în catedrala din Santiago de Compostela. Era un copil însă mama lui a succedat tronul unit al Leonului, Castiliei și Galiciei și a dorit să asigure perspectivele fiului ei. Prin 1125 el a moștenit Regatul anterior musulman din Toledo. La data de 10 martie 1126, după moartea mamei sale, el a fost încoronat în León și a început imediat recuperarea Regatului Castiliei, care era sub dominația lui Alfonso I al Navarei și Aragonului. Prin pacea de la Tamara din 1127, Alfonso l-a recunoscut pe Alfonso al VII-lea de Castilia. Teritoriul de est sub stăpânirea sa a câștigat multă independență în timpul domniei mamei sale și a experimentat mai multe rebeliuni. După recunoașterea lui în Castilia, Alfonso a luptat pentru a reduce autonomia baronilor locali.
Când Alfonso I, regele Navarei și Aragonului, a murit fără urmași în 1134, el a dorit ca împărăția lui să rămână la ordinele militare. Aristocrația ambelor regate au respins acest lucru. García Ramírez, Contele de Monzón a fost ales în Navarra în timp ce Alfonso a pretins Aragonul. Nobilii au ales un alt candidat, fratele regelui decedat, Ramiro al II-lea. Alfonso a răspuns prin ocuparea regiunii La Rioja, cucerind Zaragoza și reglementând tărâmurile la unison. Din acest punct, Zaragoza făcea parte din Leon. 